# Madeline Fontaine
Madeline Fontaine (...) è una costumista francese.
Ha creato i costumi per i film di Jean-Pierre Jeunet a partire da Il favoloso mondo di Amélie (2001). Nel 2017 è stata candidata all'Oscar ai migliori costumi per Jackie.

## Biografia
È la presidente dell'Associazione francese dei consumatori di film e audiovisivi (AFCCA).

## Filmografia
- La Neige et le Feu, regia di Claude Pinoteau (1991)
- Un samedi sur la terre, regia di Diane Bertrand (1996)
- La Cible, regia di Pierre Courrège (1997)
- Violetta la reine de la moto, regia di Guy Jacques (1997)
- Que la lumière soit, regia di Arthur Joffé (1998)
- Babel, regia di Gérard Pullicino (1999)
- Kennedy et moi, regia di Sam Karmann (1999)
- Il favoloso mondo di Amélie (Le Fabuleux Destin d'Amélie Poulain), regia di Jean-Pierre Jeunet (2001)
- Un mondo quasi sereno (Un monde presque paisible), regia di Michel Deville (2002)
- 20, avenue Parmentier, regia di Christophe Jeauffroy (2002)
- Le Ventre de Juliette, regia di Martin Provost (2003)
- Una vita nascosta (Laisse tes mains sur mes hanches), regia di Chantal Lauby (2003)
- Una lunga domenica di passioni (Un long dimanche de fiançailles), regia di Jean-Pierre Jeunet (2004)
- Un fil à la patte, regia di Michel Deville (2005)
- Asterix alle Olimpiadi (Astérix aux jeux olympiques), regia di Frédéric Forestier e Thomas Langmann (2008)
- Ca$h - Fate il vostro gioco (Ca$h), regia di Éric Besnard (2008)
- Séraphine, regia di Martin Provost (2008)
- L'esplosivo piano di Bazil (Micmacs à tire-larigot), regia di Jean-Pierre Jeunet (2009)
- Pollo alle prugne (Poulet aux prunes), regia di Marjane Satrapi (2011)
- Les Papas du dimanche, regia di Louis Becker (2012)
- Camille redouble, regia di Noémie Lvovsky (2012)
- Mes héros, regia di Éric Besnard (2012)
- Violette, regia di Martin Provost (2013)
- Lo straordinario viaggio di T.S. Spivet (The Young and Prodigious T.S. Spivet), regia di Jean-Pierre Jeunet (2013)
- Yves Saint Laurent, regia di Jalil Lespert (2014)
- Versailles – serie TV, 30 episodi (2015-2018)
- Una vita (Une vie), regia di Stéphane Brizé (2016)
- Jackie, regia di Pablo Larraín (2016)
- Nureyev - The White Crow (The White Crow), regia di Ralph Fiennes (2018)
- Le dindon - Il tacchino (Le Dindon), regia di Jalil Lespert (2019)
- La brava moglie (La Bonne Épouse), regia di Martin Provost (2020)
- Eight for Silver, regia di Sean Ellis (2021)
- Délicieux - L'amore è servito (Délicieux), regia di Éric Besnard (2021)
- Bigbug (Big Bug), regia di Jean-Pierre Jeunet (2022)
- Rosalie, regia di Stéphanie Di Giusto (2023)
- Asterix & Obelix - Il regno di mezzo (Astérix et Obélix: l'Empire du Milieu), regia di Guillaume Canet (2023)

## Riconoscimenti
- Premio Oscar
  - 2017 - Candidatura ai migliori costumi per Jackie
- Premio BAFTA
  - 2017 - Migliori costumi per Jackie
- Premio César
  - 2002 - Candidatura ai migliori costumi per Il favoloso mondo di Amélie
  - 2005 - Migliori costumi per Una lunga domenica di passioni
  - 2009 - Migliori costumi per Séraphine
  - 2010 - Candidatura ai migliori costumi per L'esplosivo piano di Bazil
  - 2013 - Candidatura ai migliori costumi per Camille redouble
  - 2014 - Candidatura ai migliori costumi per Lo straordinario viaggio di T.S. Spivet
  - 2015 - Candidatura ai migliori costumi per Yves Saint Laurent
  - 2017 - Candidatura ai migliori costumi per Una vita
  - 2021 - Migliori costumi per La brava moglie
  - 2022 - Candidatura ai migliori costumi per Délicieux - L'amore è servito
- Critics' Choice Award
  - 2016 - Migliori costumi per Jackie
- Las Vegas Film Critics Society
  - 2016 - Candidatura ai migliori costumi per Jackie
- Phoenix Film Critics Society
  - 2016 - Candidatura ai migliori costumi per Jackie
- San Diego Film Critics Society
  - 2016 - Candidatura ai migliori costumi per Jackie
- Satellite Award
  - 2017 - Migliori costumi per Jackie